# 萨宾·巴林-古尔德
萨宾·巴林-古尔德（/ˈseɪbɪn ˈbɛərɪŋ ˈɡuːld/，1834年1月28日—1924年1月2日）是一位英格兰小说家、传记作家、音乐学者和聖公宗牧师，主要作品有《拿破仑·波拿巴与反法同盟战争》（The Life of Napoleon Bonaparte，1908年）等。